# Matt Rollings
Matt Rollings (ur. 1964 w Bridgeport) – amerykański kompozytor, pianista i popularny muzyk studyjny. 
Nagrał ponad 5000 albumów z takimi artystami jak Lyle Lovett, Willie Nelson, The Chieftans, Sheryl Crow, Bob Seger, Graham Nash, Linda Ronstadt, Billy Joel, Larry Carlton, Ronan Keating, Mary Chapin Carpenter czy Johnny Cash. Jako producent współpracował między innymi z takimi wykonawcami jak Mary Chapin Carpenter, Edwin McCain, Keith Urban, Llama, Stacie Orrico i Lyle Lovett. Piosenki jego autorstwa nagrali między innymi Bette Midler, Lyle Lovett, Keith Urban, Melissa Manchester, Edwin McCain i Suzy Bogguss.
Członek zespołu The 96'ers towarzyszącego Markowi Knopflerowi w jego solowej karierze po zawieszeniu działalności przez Dire Straits.